# Кошмановский сельский совет (Машевский район)
Кошмановский сельский совет (укр. Кошманівська сільська рада) — входит в состав
Машевского района
Полтавской области
Украины.
Административный центр сельского совета находится в 
с. Кошмановка.

## История
- 1722 — дата образования.

## Населённые пункты совета
- с. Кошмановка
- с. Богдановка
- с. Мироновка